# Katherine Mudge
Katherine Mudge, född 16 augusti 1881, död 26 juli 1975, var en brittisk bågskytt. Hon deltog vid olympiska sommarspelen 1908.